# Serratula hastifolia
Serratula hastifolia là một loài thực vật có hoa trong họ Cúc. Loài này được Korovin & Kult. ex Iljin miêu tả khoa học đầu tiên năm 1934.